# أليخاندرو فالديز
أليخاندرو فالديز هو مصارع رياضي كوبي، ولد في 18 نوفمبر 1988 في كاماغوي في كوبا.

## وصلات خارجية
- أليخاندرو فالديز على موقع قاعدة بيانات المصارعة الدولية (الإنجليزية)
- أليخاندرو فالديز على موقع اللجنة الأولمبية الدولية (الإنجليزية)
- أليخاندرو فالديز على موقع أوليمبيديا (الإنجليزية)